# Santa Maria dell'Orazione e Morte
Santa Maria dell'Orazione e Morte, även benämnd Buona Morte, är en kyrkobyggnad i Rom, helgad åt Jungfru Maria. Kyrkan är belägen vid Via Giulia i Rione Regola och tillhör församlingen San Lorenzo in Damaso.
Kyrkan uppfördes efter ritningar av arkitekten Ferdinando Fuga och konsekrerades år 1737.

## Kyrkans historia
År 1538 grundades i kyrkan San Lorenzo in Damaso Compagnia della Morte, ”Dödens sällskap”, med uppgift att söka reda på och begrava människor som hade drunknat i Tibern eller dött på den romerska campagnan. Dessa döda hade tidigare sällan fått en riktig begravning. Sällskapet erhöll påvligt godkännande av Julius III år 1552 och han föranstaltade att sällskapet även skulle be för de själar, vilkas kroppar de jordfäste. Sällskapet fick i och med detta namnet Confraternita dell'Orazione e Morte, ”Bönens och dödens brödraskap”.
Brödraskapet samlades initialt i kyrkan Santa Caterina da Siena a Via Giulia, men flyttade redan i augusti 1552 till San Giovanni in Ayno, som restaurerades för brödraskapets räkning. Den 17 november 1560 upphöjde påve Pius IV brödraskapet till Arciconfraternita, det vill säga ärkebrödraskap. I januari 1571 förlänades ärkebrödraskapet kyrkan Santa Caterina della Rota. Året därpå, 1572, förvärvade man emellertid en tomt vid Via Giulia. Två år senare, 1574, kunde Arciconfraternita dell'Orazione e Morte hålla sitt första generalkapitel i egen byggnad. Den första kyrkan påbörjades 1575 och invigdes den 25 mars 1576. År 1594 uppfördes ett oratorium bredvid kyrkan. Efter den katastrofala översvämningen av Tibern den 23–25 december 1598 begav sig ärkebrödraskapets medlemmar ända till Ostia för att ta hand om drunknade människor. Mellan 1552 och 1896 kom man att begrava ungefär 8 600 kroppar.
Kyrkan och den intilliggande begravningsplatsen ansågs dock vara för små under 1600-talet, men det dröjde till 1732 innan byggnationen av den nya kyrkan inleddes. Arkitekt var Ferdinando Fuga, som även var medlem av ärkebrödraskapet. Han ritade även en ny kyrkogård vid Tiberstranden samt flera ossuarier. Första stenen lades av kardinal Giovanni Antonio Guadagni den 1 juni 1733 och drygt fyra år senare, den 20 oktober 1737, konsekrerades den nya kyrkan. Under uppförandet av den nya kyrkan hade ärkebrödraskapet samlats i kyrkan Santa Brigida. År 1762 anlades en begravningsplats under kyrkan. En restaurering av kyrkan företogs 1867 under ledning av Augusto Carnevali. Vid Tiberregleringarna och uppförandet av de nya kajerna avlägsnades under 1880-talet begravningsplatsen vid Tibern samt den under kyrkan. De mänskliga kvarlevorna överfördes till Campo Verano.

## Exteriör

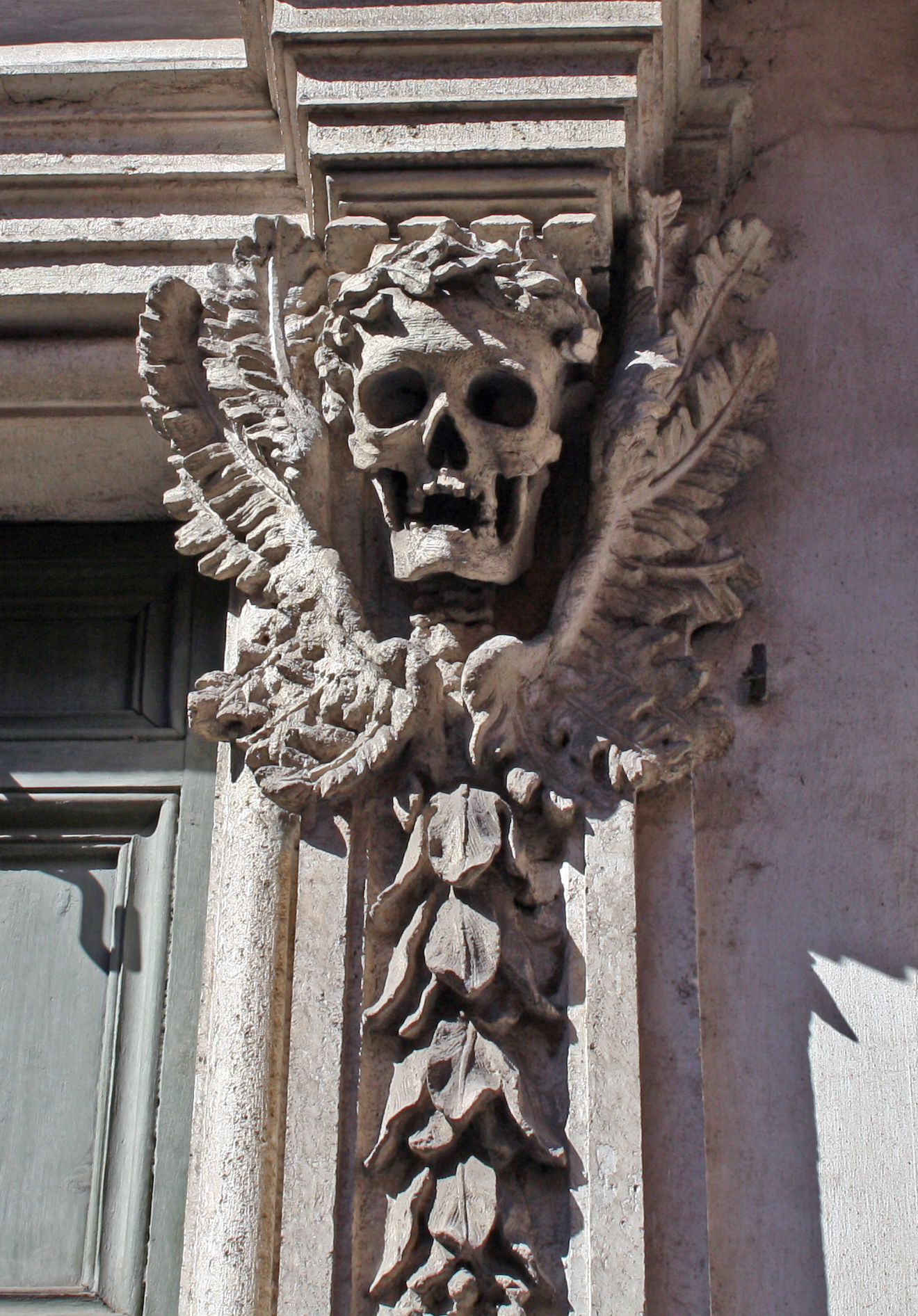
En av fasadens dödskallar.

Fasaden i två våningar kännetecknas av användningen av kolonner, pilastrar och olika pediment. Den nedre våningen har fyra korintiska pilastrar och två par kopplade korintiska kolonner. Dessa bär upp ett entablement, vilket förkroppar sig något över ingångsportalen och de yttre pilastrarna. Frisen har följande inskription:
Inskriptionen tillkännager, att man kan få fullständigt avlat om man besöker kyrkan i bön och att detta erbjudande gäller för evigt. Ovanför entablementet sitter ett brutet segmentbågeformat pediment. Även ovanför portalen sitter ett segmentbågeformat pediment, buret av kragstenar med dödskallar, utsmyckade med lagerkransar och akantusblad. Portalpedimentets tympanon pryds av en relief föreställande en bevingad klepsydra, vilken symboliserar att våra dagar är räknade.
Den övre våningen har liksom den nedre fyra pilastrar och kolonner, men med skillnaden att de är av ordningen komposita. De står på en hög attikasockel och bär, i sin tur, upp ett entablement med ett triangulärt pediment. I mitten av övervåningen sitter ett rundbågefönster med ett brutet pediment, vilket hyser ett bevingat kranium. Pedimentet vilar på kragstenar. Fönstret har en balustrad, infogad i det brutna segmentbågeformade pedimentet som kröner den undre våningen. I tympanon på fasadens krönande triangulära pediment har Fuga infogat ett mindre segmentbågeformat pediment. På fasadens krönande pediment står fyra urnor med eldsflammor och i mitten ses en relief föreställande ett bevingat timglas. Högst upp sitter ett metallkors.
| Allmosebössorna. |  | Allmosebössorna. |
| Allmosebössorna. |  |                  |

På ömse sidor om ingångsportalen sitter två allmosebössor. Den vänstra har ett skelett, som håller upp ett blad med inskriften HODIE MIHI CRAS TIBI, vilket är ett memento mori och betyder ”Idag mig, imorgon dig”. Under myntinkastet står det ELEMOSINA PER LA LAMPADA PERPETUA DEL CEMETERIO, det vill säga ”Allmosa för kyrkogårdens evighetslampa”. På den högra bössans bild ser man Döden i form av ett bevingad skelett med timglas som beskådar en död kropp. Under myntinkastet står det ELEMOSINA PER I POVERI MORTI CHE SI PIGLIANO IN CAMPAGNA ⋅ MDCXCIV, vilket betyder ”Allmosa för de fattiga döda vilka vi hämtar på campagnan”. Årtalet är 1694.
På ömse sidor av fasaden finns mindre byggnadselement med portar som leder till kyrkans biutrymmen. Ovanför portarna sitter ett horisontalt placerat elliptiskt fönster krönt av ett segmentbågeformat pediment. Ovanför detta sitter ett större vertikalt elliptiskt fönster med voluter.

## Interiör
Barockinteriörens grundplan är elliptisk med en rektangulär absid och två sidokapell på var sida. Interiören går i färgerna blågrått och guld. Sidoaltarna är placerade i rektangulära nischer, vilka flankeras av korintiska kolonner. Dessa bär upp ett entablement som löper runt kyrkorummet. Interiören har inalles tolv kolonner.
Fasadens innersida har en imposant orgelläktare, ovanför vilken två putti håller upp ett pergamentblad med inskriften:
Kupolen vilar på en attika och dess tolv ribbor sammanstrålar i en oculus med den Helige Andes duva i stuck.

### Koret
Koret hyser altarmålningen Korsfästelsen, utförd av Ciro Ferri, elev till Pietro da Cortona. Korets entablement kröns av ett triangulärt pediment, på vilket det sitter två stuckänglar, vilka håller en krona.

### Sidokapellen
Det första kapellet på höger hand är invigt åt den heliga Katarina av Alexandria och dess altarmålning är Den heliga Katarinas mystiska trolovning, utförd av en anonym konstnär. Kapellets kompositakolonner är rosa och grå i tonen och har förgyllda kapitäl. Kapellet har även gul och grön marmor. Kapellets sidoväggar har två tondi: den vänstra visar den heliga Anna som lär den unga Maria att läsa och den vänstra framställer Tobit med ängeln och fisken. Mellan det första och det andra kapellet har Giovanni Lanfranco utfört fresken Den helige Antonius Abboten besöker den helige Paulus av Thebe.
Det andra kapellet på höger hand är invigt åt Ärkeängeln Mikael och altarmålningen är en kopia av Guido Renis Den helige Mikael i Santa Maria della Concezione dei Cappuccini vid Via Veneto. Kapellet ritades av Paolo Posi och uppvisar en polykrom marmorädikula med två korintiska kolonner.
Det andra kapellet på höger sida är invigt åt den heliga Giuliana Falconieri, som i början av 1300-talet grundade servitnunnorna. Pier Leone Ghezzi har utfört altarmålningen Den heliga Giuliana mottar ordensdräkten från den helige Filippo Benizi. Mellan det andra och första kapellet kan man beskåda Giovanni Lanfrancos fresk Den helige Simon styliten.
Det första kapellet på höger sida är invigt åt den Heliga familjen och dess altarmålning Vila under flykten till Egypten är ett verk av Lorenzo Masucci, son till Agostino Masucci. Målningen omgärdas av vita kvadratiska kassetter med rosor på en bakgrund av verde antico och flankeras av korintiska pilastrar i alabaster.

### Sakristian
Kyrkans sakristia hyser flera målningar. De är: Den helige Mikael besegrar satan, Den helige Mikael, satan och den döende och Den helige Mikael räddar själarna från skärselden. De två sistnämnda är av Giacinto Brandi. Här finns även Kristi nedtagande från Korset, utförd av en anonym konstnär.

### Kryptan
Kryptan rymmer bland annat en underjordisk begravningsplats. Valven och väggarna har dekorerats med skallar och benknotor på liknande sätt som i Santa Maria della Concezione dei Cappuccini. I det lilla kapellet hänger lamphållare och ljuskronor, bestående av benbitar. Vid ingången vakar ett skelett i halvfigur över en vigvattenskål. Kapellets antichambre har ett glasskåp med kranier samt ett kors uppbyggt av kranier. Kapellets altare är belamrat med skallar och benknotor.

## Bilder
| - Santa Maria dell'Orazione e Morte (här benämnd Oratorium Mortis) på Antonio Tempestas karta över Rom från 1593. I övre vänstra hörnet syns kyrkan Santa Caterina della Rota (här benämnd S. Catherin de morte). - Santa Maria dell'Orazione e Morte (nummer 703 vid den röda pilen) på Giovanni Battista Nollis karta över Rom från 1748. Övriga avbildade byggnader: 694) Palazzo Falconieri, 700) Palazzo Massa Fioravanti, 701) San Girolamo della Carità, 702) Santa Caterina della Rota, 704) Fontana del Mascherone, 705) Palazzo Farnese, 712) Palazzo dei Cavalieri dell'Ordine Teutonico och 713) Santi Giovanni Evangelista e Petronio dei Bolognesi. - Santa Maria dell'Orazione e Morte (här benämnd S. Maria della Morte) på Rodolfo Lancianis karta över Rom från 1893–1901. - Kupolinteriören. - Vigvattenskål i kyrkans krypta. - Kyrkans läge på en karta från 2016. |